# Gallicant
Gallicant és un llogaret del municipi d'Arbolí (Baix Camp), situat al nord del terme, en un replà del vessant septentrional del Puig de Gallicant. Va quedar despoblat a la dècada del 1950.
El 2022 es va donar a conèixer que el director del festival Terrer Priorat, Blai Rosés, la cineasta Alba Sotorra i els viticultors Sara Pérez i René Barbier havien comprat el llogaret i terres del voltant per tal de plantar-hi vinya i tornar-hi la vida tot promovent un projecte a partir de criteris inclusius, sostenibles i innovadors. S'estima que hi faran una inversió d'entre quatre i sis milions d'euros.
El Puig de Gallicant forma part de les muntanyes de Prades.